# ديفيد وسلي
ديفيد وسلي (بالإنجليزية: David Loosli)‏ ولد بتاريخ 8 مايو 1980 في برن، هو دراج سويسري سابق في صنف سباق الدراجات على الطريق.

## وصلات خارجية
- الموقع%20الرسمي

## روابط خارجية
- ديفيد وسلي على موقع الاتحاد الدولي للدراجات (الإنجليزية)
- ديفيد وسلي على موقع أرشيف الدراجات (الإنجليزية)
- ديفيد وسلي على موقع إحصائيات الدراجات الإحترافية (الإنجليزية)
- ديفيد وسلي على موقع نسبة الدراجات (الإنجليزية)